# NGC 5087
NGC 5087 је лентикуларна галаксија у сазвежђу Девица која се налази на NGC листи објеката дубоког неба.
Деклинација објекта је - 20° 36' 39" а ректасцензија 13h 20m 24,9s. Привидна величина (магнитуда) објекта NGC 5087 износи 11,4 а фотографска магнитуда 12,4. Налази се на удаљености од 26,230 милиона парсека од Сунца. NGC 5087 је још познат и под ознакама ESO 576-35, MCG -3-34-50, UGCA 350, IRAS 13177-2021, PGC 46541.